# Букиник Ісак Овсійович
Ісак Овсійович Букиник (нар. 1867, Харків — пом. 1942, Харків) — український скрипаль, педагог і музикознавець єврейського походження. Брат музиканта Михайла Букиника.

## Біографія
Народився 1867 року в місті Харкові (нині Україна). 1887 року закінчив Харківське музичне училище Російського музичного товариства (клас скрипки А. Пестеля).
Після здобуття музичної освіти до 1917 року працював викладачем музики в Сумської гімназії, викладачем скрипки в Баку, концертмейстром Одеської опери, очолював власну музичну школу в Харкові, виступав як скрипаль-соліст (партії скрипки й альта в струнному квартеті Харківського відділення Російського музичного товариства під керівництвом Костянтина Горського). З 1918 року викладав у музичній школі в Харкові.
Вбитий під час німецько-радянської війни в окупованому Харкові у 1942 році у Дробицькому яру, де і похований.

## Праці
- «И. Слатин: Биографический очерк». Санкт-Петербург, 1898;
- «Як доглядати смичковий інструмент» // Музика — масам. 1928. № 2;
- «Вказівки і поради скрипалям-самоукам» // Музика — масам. № 6–8;
- «Концерты П. И. Чайковского в Харькове» // Воспоминания о П. И. Чайковском. Москва, опубліковано у 1962 році.